# Gettysburg (film)
Gettysburg è un film del 1993, scritto e diretto da Ronald F. Maxwell.
Il film è tratto dal libro The Killer Angels di Michael Shaara, che racconta le vicende umane e militari svoltesi durante le tre notti e i tre giorni della battaglia di Gettysburg, il più grande e sanguinoso scontro armato mai avvenuto sul suolo americano nel corso della guerra civile.

## Trama
Dopo una serie di successi dell'esercito confederato, le truppe del generale Lee superano il fiume Potomac con l'intento di invadere la Pennsylvania. Quando ancora sono attestate sul confine del Maryland, Harrison, un esploratore inviato dal generale Longstreet per spiare i movimenti dell'armata dell'Unione, riferisce di una concentrazione di nordisti nei pressi di Gettysburg. Il generale Lee, nonostante non abbia notizie della cavalleria penetrata in Pennsylvania in avanscoperta, decide di far convergere i suoi uomini verso la cittadina per ingaggiare battaglia prima che l'armata unionista possa organizzarsi.
Il 30 giugno 1863 la fanteria sudista viene avvistata dal generale Buford che cavalca alla testa della cavalleria nordista, il quale decide di occupare una posizione favorevole per un eventuale scontro a nord e a ovest di Gettysburg. Nel mentre sta giungendo anche la fanteria dell'Unione comandata dal generale Reynolds. Il 1º luglio i confederati lanciano l'attacco, prima con una brigata e poi con tutta una divisione, ma gli assalti vengono respinti e quando arriva Reynolds con i primi due corpi di fanteria la situazione sembrerebbe volgere a favore dei nordisti. Tuttavia Reynolds viene ucciso da un cecchino e la difesa nordista cede, costringendo i comandanti dell'Unione a ritirarsi da Gettysburg in attesa che arrivino gli altri corpi di fanteria dell'armata.
Il generale Lee, nonostante la diversa opinione di Longstreet che consiglia uno sganciamento, ritiene di dover sfruttare la momentanea vittoria incalzando il nemico. La mattina del 2 luglio le truppe nordiste sono schierate in una lunga linea ad arco sulle alture a sud di Gettysburg e la difesa del Little Round Top, la collina al lato sinistro dello schieramento, viene affidata alla brigata del Maine guidata dal colonnello Chamberlain. Chamberlain e i suoi volontari del Maine, tra i quali si trova il fratello, respingono diversi assalti sudisti diretti all'estremo fianco sinistro e, quando hanno terminato le munizioni senza possibilità di essere riforniti in tempo, tentano una disperata carica alla baionetta riuscendo non solo a mettere in rotta gli assalitori, ma anche a far molti prigionieri.
La mattina del 3 luglio il generale Lee spiega a Longstreet che considera il centro dello schieramento dell'armata federale il punto più sguarnito e vulnerabile per cui proprio lì deve essere concentrato l'attacco di cui gli affida il comando. Precedute da un lungo cannoneggiamento, le truppe confederate escono allo scoperto in ordine di battaglia e riescono a giungere alle linee nemiche, ma sono ormai esauste e, decimate anche tra i più alti gradi, non riescono a sfondare e devono ritirarsi. Per i sudisti è una pesante sconfitta, ma anche tra i nordisti si contano molte perdite e viene evitato un contrattacco.

## Accoglienza
Costato 20 milioni di dollari, incassò al botteghino 12,6 milioni di dollari.
Ricevette principalmente recensioni positive, che però criticarono l'eccessiva durata del film (254 minuti).